# Bahita antonina
Bahita antonina är en insektsart som beskrevs av Keti Maria Rocha Zanol 1996. Bahita antonina ingår i släktet Bahita och familjen dvärgstritar. Inga underarter finns listade i Catalogue of Life.